# Turzyca skalna

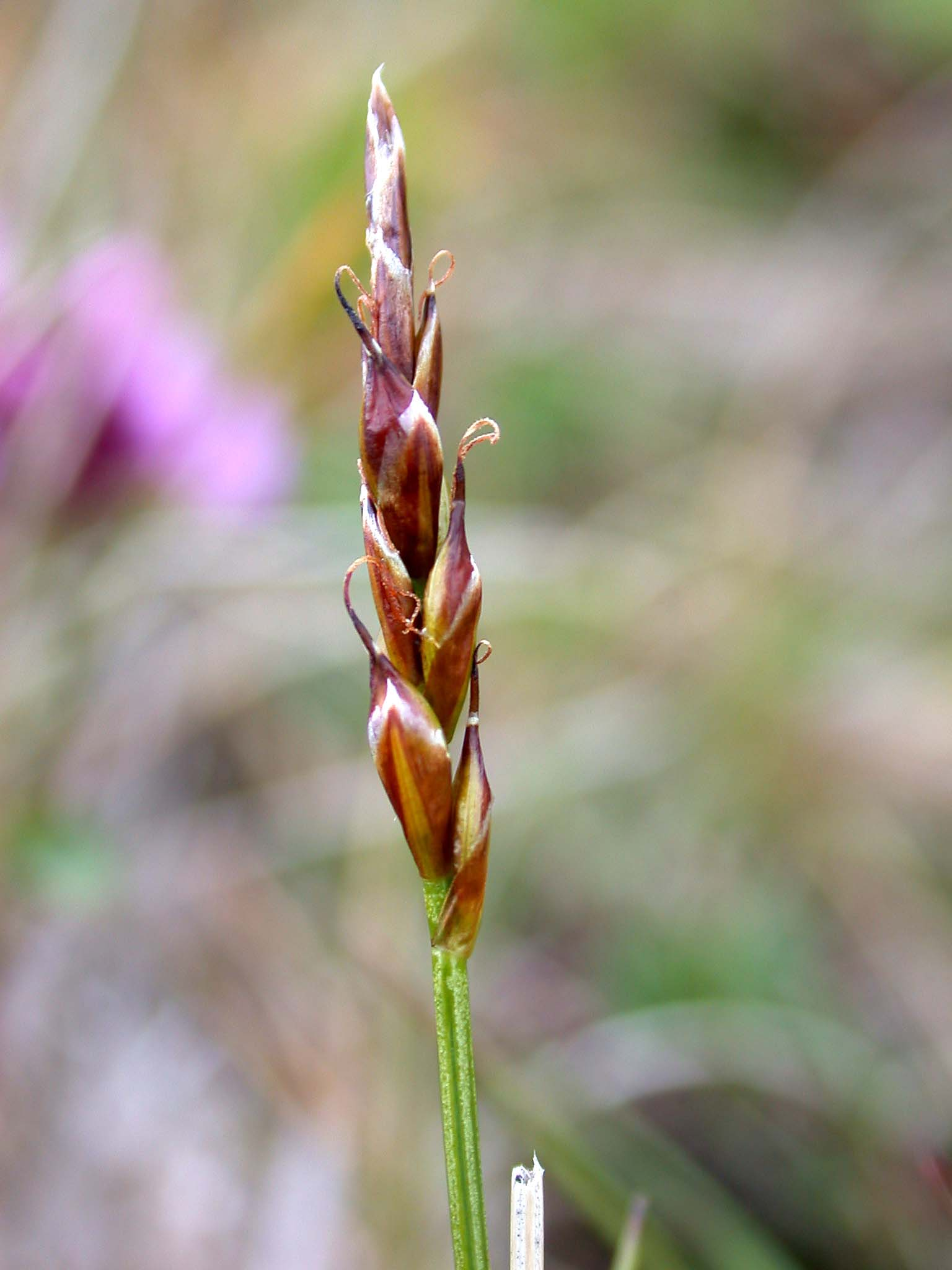
Kłos z owocami

Turzyca skalna (Carex rupestris L.) – gatunek byliny z rodziny ciborowatych. 

## Rozmieszczenie geograficzne
Występuje na półkuli północnej, wokółbiegunowo na rozproszonych stanowiskach w tundrze i górach Ameryki Północnej, Azji i Europy. W Europie występuje w Islandii i północnych regionach Wysp Brytyjskich, na Półwyspie Skandynawskim, w Pirenajach, Alpach, Apeninach, górach Półwyspu Bałkańskiego i Karpatach. W Polsce występuje tylko w Bieszczadach Zachodnich na trzech stanowiskach: dwa znajdują się na Bukowym Berdzie, jedno na Krzemieniu.

## Morfologia
PokrójRoślina trwała, wysokości 5–15 cm. tworząca darnie.
ŁodygaWzniesiona, tępo trójkanciasta, w górnej części szorstka. Wyrasta z długiego kłącza.
LiścieStarsze pochwy liściowe czerwono brązowe. Blaszki 1–2 mm szerokości, płaskie lub z grzbietem, po brzegach szorstkie, sztywne, na wierzchołku łukowato zgięte.
KwiatyKwiatostan z jednym wąskim kłosem wierzchołkowym długości 10–15 mm. Górne kwiaty w kłosie męskie, dolne (3–6) żeńskie. Przysadki kwiatów żeńskich jajowate, tępe, 3,5 mm długości, czerwonobrązowe. Słupek o 3 znamionach.
OwoceTrójkanciaste orzeszki w pęcherzykach krótszych od przysadek, jajowatych, tępo trójkanciastych, z bardzo krótkim dzióbkiem, 2,5–4 mm długości, słabo unerwionych, zielonych lub brązowych.

## Biologia i ekologia
Bylina, hemikryptofit, roślina jednopienna. Jest wybitnie światłolubna. Kwitnie od czerwca do lipca. Zasiedla naskalne murawy piętra alpejskiego. Liczba chromosomów 2n = ok. 50-52.

## Zagrożenia i ochrona
Gatunek umieszczony na Czerwonej liście roślin i grzybów Polski (2006) w kategorii R (rzadki – potencjalnie zagrożony). W wydaniu z 2016 roku otrzymał kategorię EN (zagrożony). Znajduje się także w Polskiej czerwonej księdze roślin w kategorii EN (zagrożony).
Wszystkie populacje tej rośliny w Polsce znajdują się na terenie Bieszczadzkiego Parku Narodowego. Ich liczebność wykazuje tendencję spadkową. Zagraża jej zadeptywanie przez turystów. Pozytywne efekty przyniosło przeniesienie szlaku turystycznego z grani Krzemieńca, gdzie rośnie ta turzyca, na jego stoki. Wskazana byłaby także zmiana trasy przez Bukowe Berdo, gdzie znajduje się największa i zagrożona zadeptywaniem populacja. Wskazany jest monitoring oraz założenie uprawy tego gatunku w ogródku dydaktycznym Bieszczadzkiego Parku  Narodowego.